# Кошкалія
Кошкалія (рум. Coşcalia) — село в Молдові в Каушенському районі. Є адміністративним центром однойменної комуни, до якої також входять села Флоріка та Плоп. 
| Молдова | Це незавершена стаття з географії Молдови. Ви можете допомогти проєкту, виправивши або дописавши її. |